# Сена и Марна
Сена и Марна (фр. Seine-et-Marne) департман је у северној Француској. Припада региону Париски регион, а главни град департмана (префектура) је Мелен. Департман Сена и Марна је означен редним бројем 77. Његова површина износи 5.915 км². По подацима из 2010. године у департману Сена и Марна је живело 1.324.865 становника, а густина насељености је износила 224 становника по км².
Овај департман је административно подељен на:
- 5 округа
- 43 кантона и
- 514 општина.

## Демографија
| 2011.     |
| --------- |
| 1.338.427 |